# ثالر برن

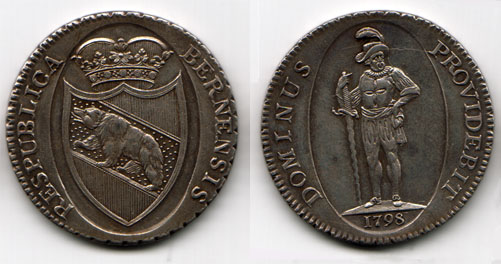
ثالر 1798.

ثالر برن هو عملة كانتون برن السويسري حتى عام 1798. يقسم إلى 40 باتزن وكل أربعة منها هي 1 كرويتزر. استبدل بفرنك الجمهورية الهلفتيكية في 1798. استبدل الفرنك الأخير بفرنك برن في كانتون برن وفرنك فود في كانتون فود بعد توقف الجمهورية عن إصداره.

## القطع المعدنية
في أواخر القرن الثامن عشر صدرت القطع النقدية بفئات ½ و1 كرويتزر و½ و1 باتزن 10 و20 كرويتزر فضي و¼ و½ و1 تالر و½ و1 و2 دبلون ذهبي. سميت ½ كرويتزر 1 فيرر.